# 레인미터

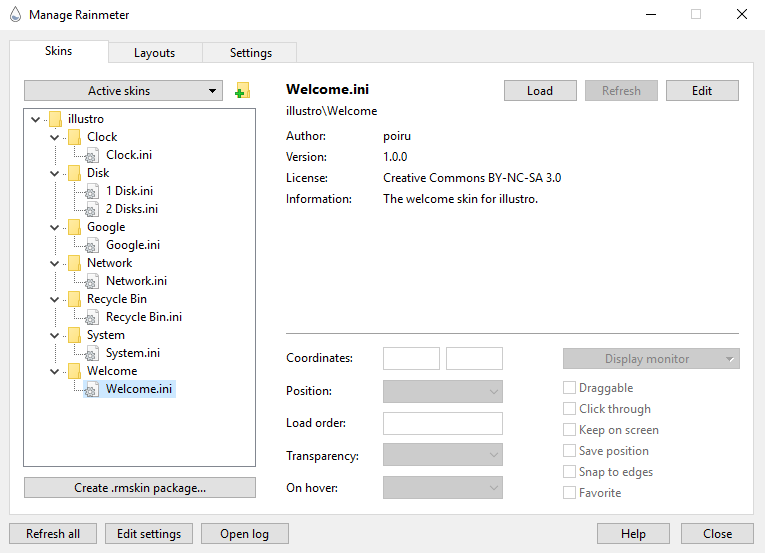

레인미터(Rainmeter)는 제작자 “Rainy”가 만든 프로그램으로, 프리웨어이다. 컴퓨터의 시스템 정보, 시간, 지역의 날씨, 캘린더 등을 추가하여 사용자의 바탕 화면을 꾸밀수 있다.
윈도우 비스타 이상에서 기본적으로 지원하는 윈도 사이드바의 개념과 비슷하나, 바탕 화면의 어느곳이든지 자리잡을 수 있는 자유성을 가졌다. 스킨은 사용자가 직접 제작할 수도 있으며, 공식 홈페이지에서 다운로드하여, 원하는 것만 선택하여 쓸 수도 있다.
2013년 11월 10일에 3.1 베타 버전이 공개되었으며, 유사 프로그램으로는 Rainlender가 있다.